# Katedra w Espoo
Katedra w Espoo (fiń. Espoon tuomiokirkko, szw. Esbo domkyrka) – średniowieczny kamienny kościół w Espoo w Finlandii i główna świątynią diecezji Espoo Ewangelicko-Luterańskiego Kościoła Finlandii. Katedra mieści się w dzielnicy Espoon keskus, blisko rzeki Espoonjoki. Najstarsze elementy kościoła zostały ukończone w latach 80. XV wieku i dlatego jest on najstarszym zachowanym budynkiem w mieście. Kościół został katedrą w 2004 po tym jak diecezja Espoo została wydzielona z diecezji Helsinek. Katedralne tereny obejmują cmentarz, plebanię i salę parafialną wybudowaną w 1995. Oprócz bycia główną świątynią diecezji Espoo, to służy jako kościół parafii katedralnej w Espoo i organizuje rozmaite koncerty i inne wydarzenia w tym cykl koncertów "Noc Organowa i Aria".

## Historia
Kościół został oryginalnie zaprojektowany w późnym XV wieku przez nieznanego "Mistrza z Espoo" i wybudowany w latach 1485–1490 pod jego nadzorem. Jedyne pozostałe części średniowiecznego kościoła znajdują się we wschodniej i zachodniej części nawy głównej. Zakrystia została usunięta w latach 1804–1806 i pewne inne części kościoła, zostały rozebrane w latach 1821–1823, gdy budynek został przebudowany na bardziej przestronny kościół na planie krzyża.
Sklepienia i ściany starszych części katedry są udekorowane malowidłami ściennymi, w dużej mierze namalowane w latach dziesiątych XVI wieku, przedstawiają one zarówno biblijne sceny jak i wydarzenia w codziennym życiu ludzi. Obrazy zostały zakryte w XVIII wieku ponieważ uważało się, że są one "prymitywne i przesądne" ale odkryto je jeszcze raz i zakonserwowano podczas renowacji w 1931. Obecna dzwonnica katedry została ukończona w 1767 i jej najwyższa część została przebudowana w latach 1868–1869.